# Вільгельм Кнохенгауер
Вільгельм Кнохенгауер (нім. Wilhelm Knochenhauer; 23 липня 1878, Майнінген — 28 червня 1939, Гамбург) — німецький офіцер, генерал кавалерії вермахту.

## Біографія
Учасник Першої світової війни. Після демобілізації армії залишений в рейхсвері. З 1 листопада 1931 по 1 грудня 1933 року — командир 3-ї кавалерійської дивізії. З 16 травня 1935 року — командувач 10-м військовим округом.
2 липня 1939 року відбувся масштабний державний похорон Кнохенгауера, на якому був присутній Адольф Гітлер.

## Нагороди
- Залізний хрест 2-го і 1-го класу
- Орден дому Саксен-Ернестіне, лицарський хрест 1-го класу з мечами
- Хрест «За заслуги у війні» (Саксен-Мейнінген)
- Орден дому Ліппе, почесний хрест 4-го класу з мечами
- Хрест «За військові заслуги» (Ліппе)
- Королівський орден дому Гогенцоллернів, лицарський хрест з мечами
- Нагрудний знак «За поранення» в чорному
- Хрест «За вислугу років» (Пруссія)
- Почесний хрест ветерана війни з мечами (1934)
- Медаль «За вислугу років у Вермахті» 4-го, 3-го, 2-го і 1-го класу (25 років; 2 жовтня 1936) — отримав 4 медалі одночасно.
- Медаль «У пам'ять 1 жовтня 1938»